# تعاونية العيون (السحيم)
تعاونية العيون هو دُوَّار يقع بجماعة مساعدة، إقليم سيدي سليمان، جهة الرباط سلا القنيطرة في المملكة المغربية. ينتمي الدوّار لمشيخة السحيم التي تضم 20 دواوير. يقدر عدد سكانه بـ 400 نسمة حسب الإحصاء الرسمي للسكان والسكنى لسنة 2004.

## روابط خارجية
- البوابة الوطنية للجماعات الترابية نسخة محفوظة 12 مارس 2018 على موقع واي باك مشين.
- المندوبية السامية للتخطيط